# Engenho da Rainha
Engenho da Rainha – stacja metra w Rio de Janeiro, na linii 2. Zlokalizowana jest pomiędzy stacjami Inhaúma i Thomaz Coelho. Została otwarta 12 marca 1983.